# Chiodo

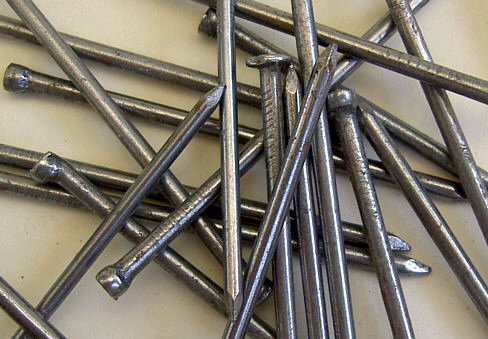
Una manciata di chiodi

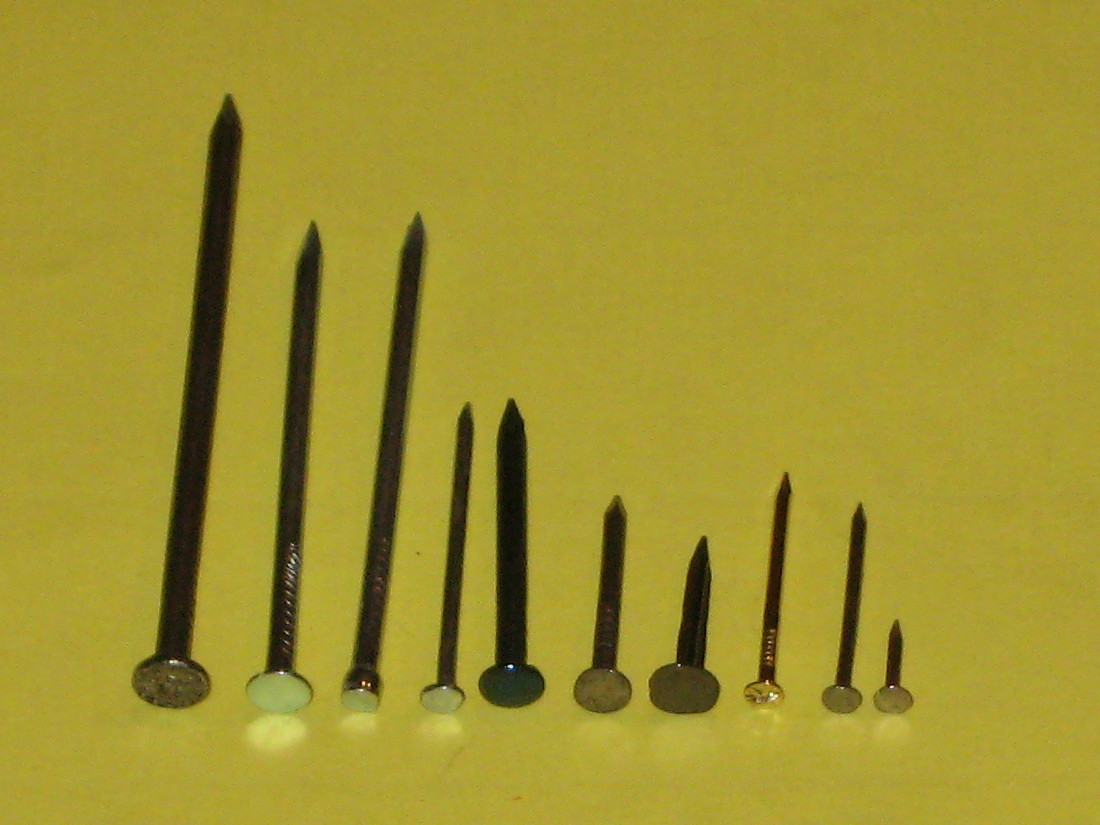
Vari tipi di chiodi

Il chiodo è un oggetto usato per realizzare collegamenti fissi tra elementi di legno, di metallo o di altro materiale. Funzionano in modo analogo le puntine da disegno e gli spilli.
I chiodi hanno una forma allungata e possono assumere molte fogge diverse, ma si distinguono sempre la punta, il gambo e la testa (o capocchia), le cui forme e dimensioni variano a seconda dell'uso e del materiale a cui sono destinati. Generalmente sono fabbricati in metallo (acciaio, ferro, ottone, rame), ma anche di legno, nela qual caso prendono il nome di cavicchi. I chiodi si identificano per tipo e dimensioni. Per esempio, la dicitura "50 × 3,0" indica un chiodo lungo 50 mm di 3 mm di diametro.

## Storia

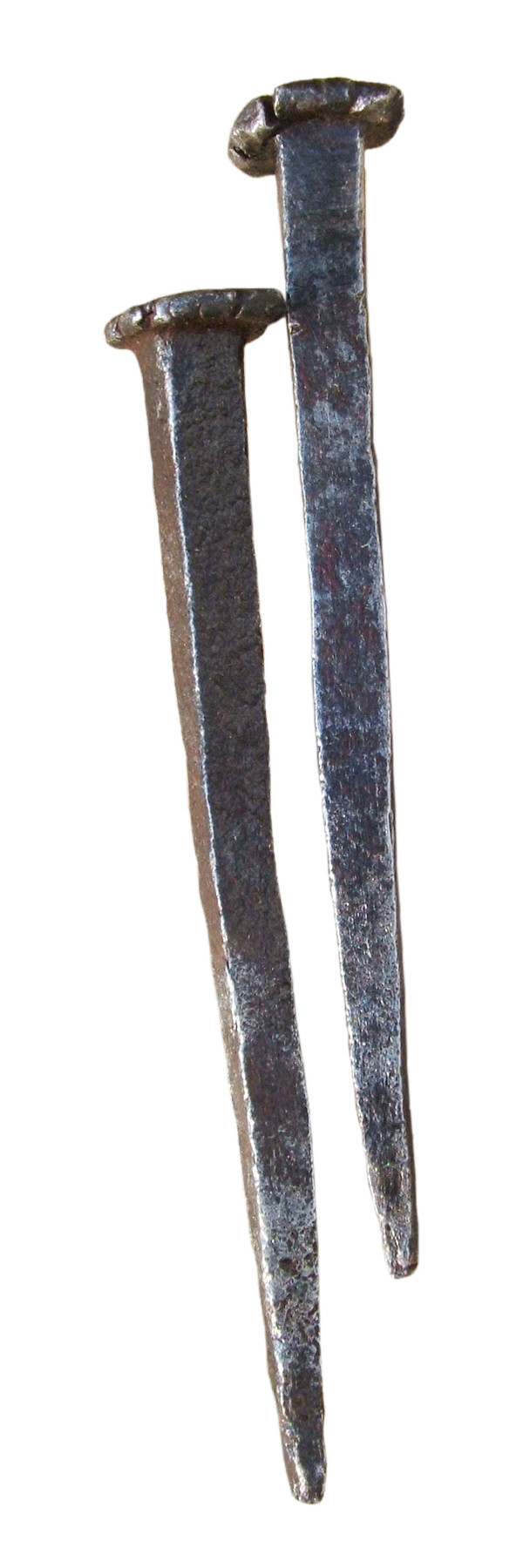
Chiodi forgiati

Si ritiene che i primi chiodi venissero impiegati dall'Homo sapiens insieme ad utensili dal principio non dissimile, come punte da trapano, punteruoli e aghi.
Si iniziò a impiegare i chiodi in legno in opere di carpenteria come nella costruzione di imbarcazioni. I chiodi in metallo comparvero nell'età del bronzo. Le prime testimonianze certe dell'uso dei chiodi risalgono ai tempi degli antichi Romani. Prima di allora i chiodi erano fabbricati a mano mediante forgiatura o talvolta fusione.
La produzione in serie fu introdotta negli Stati Uniti alla fine del 1700. I primi chiodi venivano ricavati da lamiere di ferro e avevano sezione quadrata; a fine Ottocento vennero sostituiti da quelli a sezione circolare prodotti da macchine che lavoravano un filo metallico.

## Uso
Nel legno ed altri materiali si utilizzano chiodi appuntiti, la cui penetrazione si basa sul principio del cuneo, che si conficcano a forza battendoli con un martello o con pistole sparachiodi manuali (molla), ad aria compressa o a cartucce di polvere da sparo. La capacità di tenere insieme i materiali è data dalla deformazione e dall'attrito del gambo contro le pareti del foro e dalla testa. In alcuni casi la punta può essere piegata o ribadita per aumentare la tenuta.

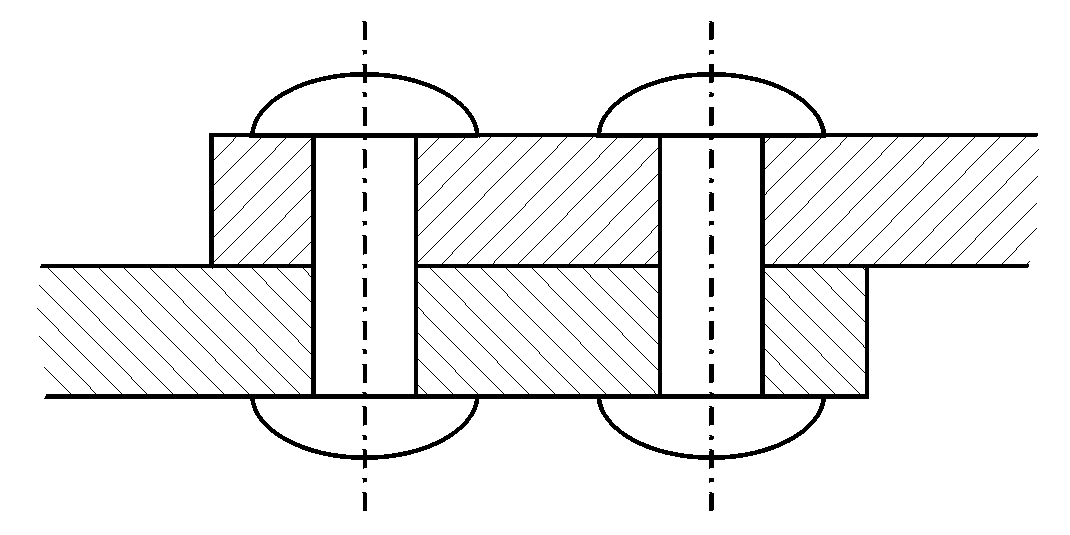
Chiodatura

I pezzi metallici sono collegati da chiodi inseriti in fori preesistenti e la punta viene ribadita con una macchina detta ribaditrice. La tenuta è data dalle due teste. Tale operazione è detta chiodatura.

## Tipologie

### Chiodi per legno

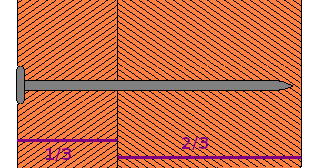
Chiodo nel legno

Tra i chiodi per legno rientrano quelli da falegname, tra i quali è particolare quello a U costituito da un gambo ripiegato con due punte, detto cambretta o cavallottino.

### Chiodi da carpentiere
È il tipo più comune con punta aguzza e testa larga, realizzato in ferro per il legno e in acciaio per il cemento.
Nella fabbricazione dei pallet si utilizzano chiodi ritorti, zigrinati o uncinati per meglio resistere alle sollecitazioni.

### Chiodi da tappezziere
Caratterizzati da gambo corto e testa larga, si chiamano borchie. La testa può avere varie forme: bombata, cava, tonda, prismatica, ecc. Se la testa è decorata, prendono il nome di broccame.

### Chiodi per metallo

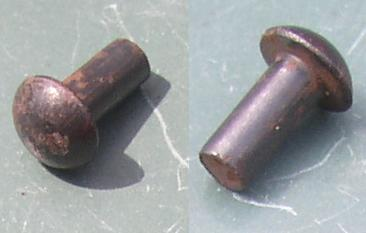
Ribattini

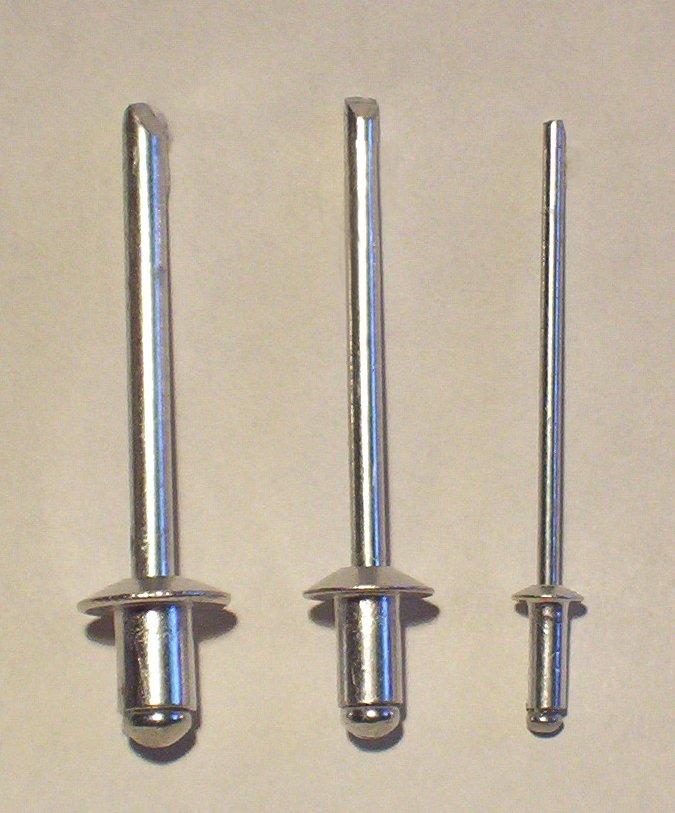
Rivetti

Fissano lamiere o elementi diversi di metallo. Nella pratica comune si è soliti distinguere:
- Chiodi (con diametro nominale del gambo superiore a 8 mm).
- Ribattini (con diametro nominale del gambo inferiore a 8–10 mm). La loro caratteristica è che l'estremità opposta alla testa, dopo aver oltrepassato i materiali da fissare, viene ripiegata e deformata (ribadita a freddo o a caldo) in modo da formare una seconda testa.
- Rivetto (particolare applicazione che non richiede l'accesso diretto al lato di ribaditura), disponibili in alluminio, rame e inox.

La testa del chiodo può essere di varia forma: tonda larga, larga con bordo, tonda stretta, tonda bassa, tonda a fungo, tronco conica, tronco conica con colletto, svasata piana, svasata con calotta alta o bassa, cilindrica.

### Chiodi ortopedici
Impiegati per unire le parti di un osso fratturato, sono in acciaio o argento.

### Chiodi da alpinismo
Hanno un foro in prossimità della testa, in cui è possibile infilare una corda o un moschettone. Si dividono in chiodi da roccia e chiodi da ghiaccio.

### Chiodi per scarpe
Per le calzature si adoperano chiodi per confezionare e riparare le scarpe, chiamati semenze e bullette.

### Chiodi antiscivolo
Esistono molte varietà di chiodi che, inseriti nella suola delle scarpe da lavoro o da montagna o in quelle usate in alcuni sport come il golf o il calcio, facilitano la presa sul terreno. Vengono chiamati bullette.
Alcuni tipi di pneumatici da neve ne sono muniti.

### Chiodi da maniscalco
Usati per ferrare cavalli, muli e bovini impiegati nel lavoro.

### Chiodi per cavallotti
Sono preinseriti su cavallotti in plastica, usati per fissare linee di cavo elettrico o di segnale. Tipico esempio sono gli impianti televisivi terrestri o satellitari, il cui cavo scorre all'esterno dei muri dell'edificio su cui è installata l'antenna ricevente; data la varietà dei materiali su cui dovranno essere fissati, sono realizzati in acciaio temperato.

### Chiodi da crocefissione
Erano utilizzati per inchiodare le persone alle croci. Erano lunghi una ventina di centimetri e particolarmente robusti perché dovevano mantenere appesi alle croci i condannati. Avevano una capocchia quadrata o tonda.

### Chiodo da scavo
È un lungo ancoraggio utilizzato per stabilizzare scavi su roccia che possono avvenire sia in galleria sia in taglio roccia.

## Utilizzi particolari

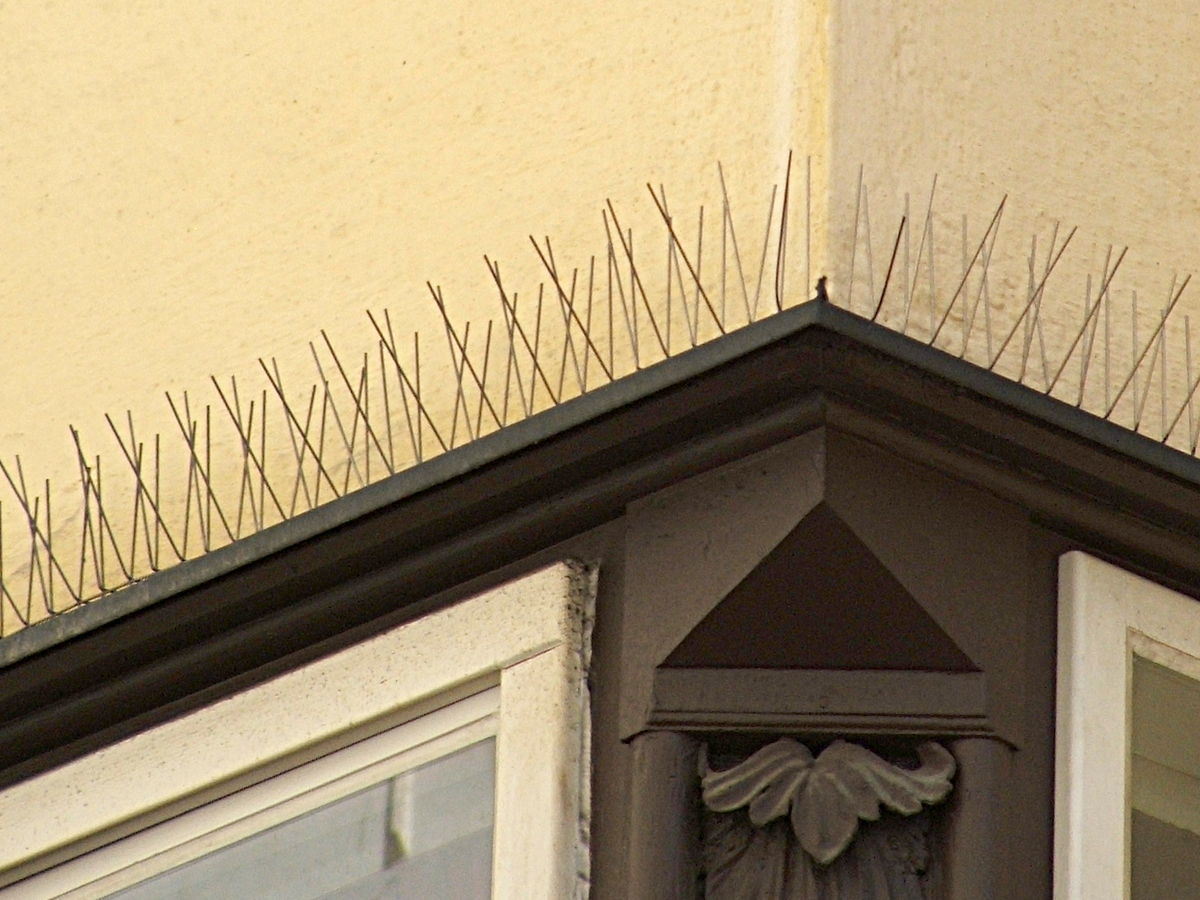
Finestra munita di chiodi contro i piccioni

Esistono chiodi a tre o quattro punte usati per forare gli pneumatici. Bande chiodate vengono impiegate ai posti di blocco per bucare le gomme dei veicoli nel caso non si dovessero fermare. Nelle città tavole o elementi metallici irti di lunghi e sottili chiodi aguzzi, definiti dissuasori, vengono posti sui cornicioni per impedire la sosta ai piccioni. Possono fungere anche da offendicula.
Con un particolare tipo di chiodo, in uso nel XX secolo, si fissavano piccoli specchi in vetro alla loro cornice in legno; erano privi di testa e schiacciati ad entrambe le estremità.

## Modi di dire
- Chiodo scaccia chiodo: quando per distrarsi da una situazione se ne cerca un'altra su cui focalizzare l'attenzione
- Appendere al chiodo: terminare un'attività
- Magro come un chiodo: persona esile e di minima robustezza, magari anche alta
- Avere un chiodo fisso: avere un pensiero ossessivo
- Roba da chiodi: oggetti di non buona qualità
- Inchiodare: frenare bruscamente
- Non battere chiodo: non ottenere risultati
- Avere dei chiodi: avere debiti[1]
- Fare chiodo: saltare un giorno di scuola all'insaputa dei genitori